# GP2 Asia Series 2008

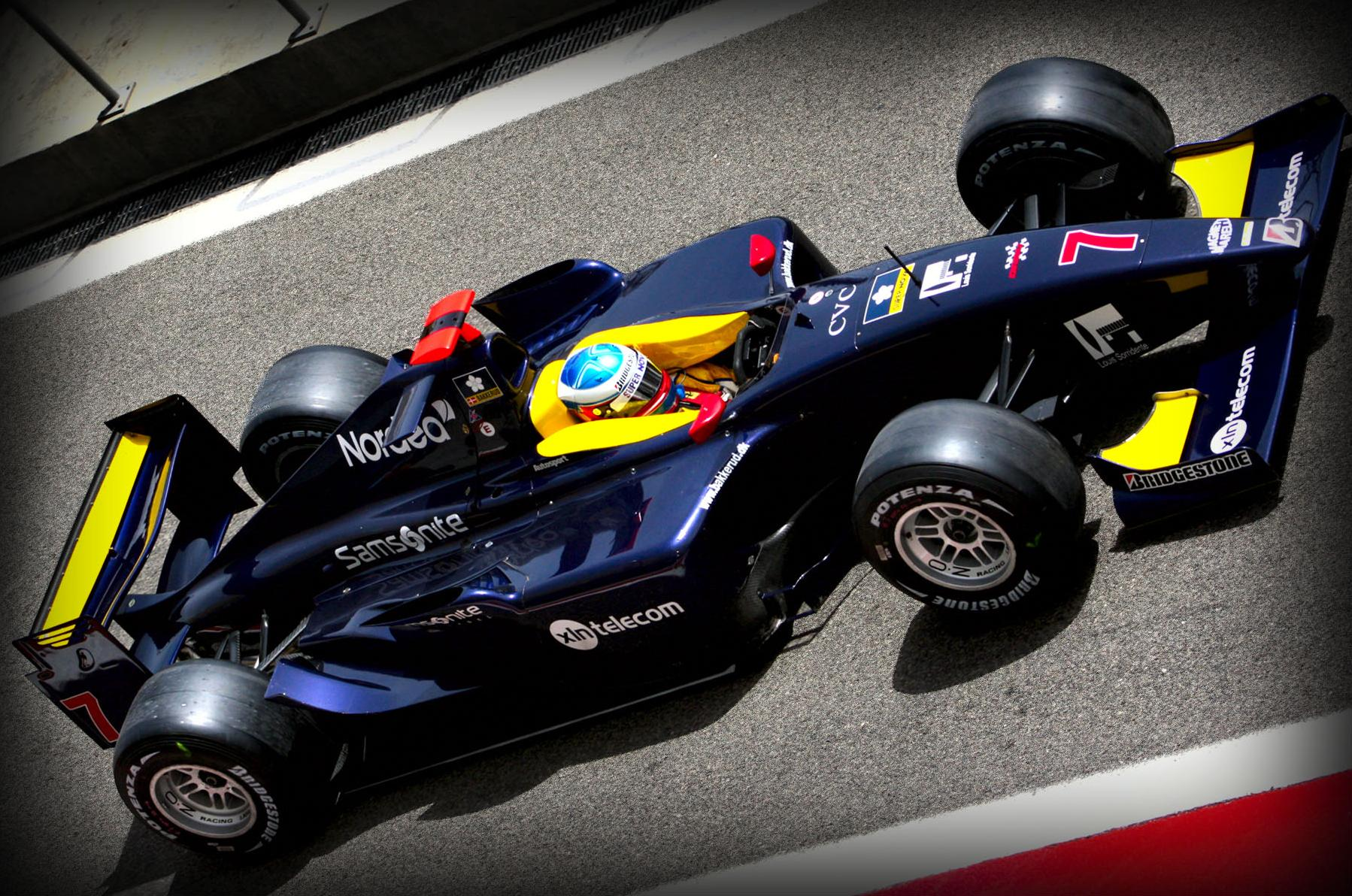
Christian Bakkerud kom bara i mål i tre av tävlingarna och tog inga poäng.

GP2 Asia Series 2008 var den första säsongen av formelbilsmästerskapet GP2 Asia Series. Säsongen kördes över tio heat under fem helger samt hade två deltävlingar i samband med formel 1-loppen i Malaysia 2008 och Bahrain 2008. 
Alla tävlingarna direktsändes på Eurosport 2.

## Tävlingskalender
| Datum          | Bana                          | Segrare Race 1  | Segrare Race 2  |
| -------------- | ----------------------------- | --------------- | --------------- |
| 25-26 januari  | Dubai Autodrome               | Romain Grosjean | Romain Grosjean |
| 15-16 februari | Sentul International Circuit  | Sébastien Buemi | Fairuz Fauzy    |
| 22-23 mars     | Sepang International Circuit  | Vitalij Petrov  | Kamui Kobayashi |
| 5-6 april      | Bahrain International Circuit | Romain Grosjean | Kamui Kobayashi |
| 11-12 april    | Dubai Autodrome               | Romain Grosjean | Marco Bonanomi  |

## Slutställning
| Plats | Förare           | Poäng |
| ----- | ---------------- | ----- |
| 1     | Romain Grosjean  | 61    |
| 2     | Sébastien Buemi  | 37    |
| 3     | Vitalij Petrov   | 33    |
| 4     | Fairuz Fauzy     | 24    |
| 5     | Bruno Senna      | 23    |
| 6     | Kamui Kobayashi  | 22    |
| 7     | Adrián Vallés    | 19    |
| 8     | Davide Valsecchi | 17    |
| 9     | Yelmer Buurman   | 13    |
| 10    | Hiroki Yoshimoto | 10    |